# Џанкшон Сити (Калифорнија)
Џанкшон Сити (енгл. Junction City) насељено је место без административног статуса у америчкој савезној држави Калифорнија.

## Демографија
По попису из 2010. године број становника је 680.
| Група             | 2000.    | 2010.       |
| Белци             | 0 (0,0%) | 572 (84,1%) |
| Афроамериканци    | 0 (0,0%) | 1 (0,1%)    |
| Азијати           | 0 (0,0%) | 2 (0,3%)    |
| Хиспаноамериканци | 0 (0,0%) | 49 (7,2%)   |
| Укупно            | 0        | 680         |